# Вставай, народе!
«Вставай народе!» — збірка творів Григорія Китастого.
Збірка «Вставай, народе!» відкриває невідому донині сторінку літопису музичного життя української діаспори — вокально-хорову творчість видатного діяча української музичної культури, композитора, художнього керівника Капели бандуристів ім. Т. Шевченка Григорія Трохимовича Китастого.
Під час телемарафону, який відбувся в день, що став відомим як Місяць Незламності, відомий письменник Юрій Андрухович разом з колективом Івано-Франківського драматичного театру виконали пісню під назвою «Повстань, народе мій!», яка колись була викрадена і відома під іншою назвою «Вставай, страна огромная».
Перед виконанням пісні письменник звернувся до глядачів із промовою: «Цю пісню, яку ви зараз почуєте, багато з вас добре знають. Вона, здавалося б, народилася в перші дні нападу на Радянський Союз у 1941 році, авторство тексту приписують російському поетові Василю Лебедєву-Кумачу. Це правда. Він написав ці слова. Але мелодія, яка була вкрадена, насправді виникла значно раніше — у 1919 році, під час Криворізьких повстань Української Народної Республіки. І названа ця пісня „Повстань, народе мій!“».
Раніше видання «АрміяInform» згадувало про українську пісню, яку було вкрадено радянською пропагандою. Кобзар та заслужений артист України Тарас Силенко знайшов віршовану основу цієї пісні разом з нотами у 25 томі «Літопису УПА», який присвячений пісням Української Повстанської Армії.
Після агресії Росії проти України ця пісня отримала нове значення. Колектив театру не лише виконав стару українську пісню, але і вніс сучасний зміст і слова, які зараз на устах кожного українця.

## Зміст
За джерелом:
- Вставай, народе!: для чол. капели бандуристів та міш. хору в супроводі анс. бандур / сл. І. Багряний. — С .5
- Україна: марш для чол. капели бандуристів та міш. хору в супроводі анс. бандур / сл. І. Багряний. — С .12
- Пісня про Ю. Тютюнника: для чол. капели бандуристів та міш. хору в супроводі анс. бандур / сл. І. Багряний. — С .16
- Марш поляглих: для чол. капели бандуристів та міш. хору в супроводі анс. бандур / сл. І. Багряний. — С .21
- Нема тої сили: для чол. капели бандуристів та міш. хору в супроводі анс. бандур / сл. І. Багряний. — С .26
- Марш української молоді: для чол. капели бандуристів та міш. хору в супроводі анс. бандур / сл. І. Багряний. — С .34
- Дума про Симона Петлюру: для чол. капели бандуристів та міш. хору в супроводі анс. бандур / сл. К. Даниленко-Данилевський. — С .37
- Нас ждуть: для чол. капели бандуристів та міш. хору в супроводі анс. бандур / сл. О. Олесь. — С .43
- Грай, кобзарю: для чол. капели бандуристів та міш. хору в супроводі анс. бандур / сл. Т. Шевченко. — С .58
- Як давно: для чол. капели бандуристів та міш. хору в супроводі анс. бандур / сл. О. Підсуха. — С .69
- Не шкодую за літами: для чол. капели бандуристів та міш. хору в супроводі анс. бандур / сл. О. Підсуха. — С .76
- Весняні мрії: для чол. капели бандуристів та міш. хору в супроводі анс. бандур / сл. Д. Завертайло. — С .79
- Задніпрянка: для чол. капели бандуристів та міш. хору в супроводі анс. бандур / сл. Ю. Буряківець. — С .84
- Нагадай, бандуро: для чол. капели бандуристів та міш. хору в супроводі анс. бандур / сл. Н. Калюжна. — С .86
- Вперед, сини народу: вокал. твір у супроводі бандури або ф-но / сл. І. Багряний. — С .91
- Карпатські січовики: вокал. твір у супроводі бандури або ф-но / сл. Я. Славутич. — С .94
- Наші будні — розгорнена книга: вокал. твір у супроводі бандури або ф-но / сл. Я. Славутич. — С .98
- У нашім серці пульс весни: вокал. твір у супроводі бандури або ф-но / К. Рошко. — С .100
- Пісня про Америку: вокал. твір у супроводі бандури або ф-но / сл. О. Гай-Головко. — С .104
- Гомоніла Україна: вокал. твір у супроводі бандури або ф-но / сл. Т. Шевченко. — С .107
- Ой червона калинонько: вокал. твір у супроводі бандури або ф-но / сл. О. Ільченко. — С .112
- Виший, виший: вокал. твір у супроводі бандури або ф-но / сл. М. Пироженко. — С .114
- Йдуть дівчатка і хлоп'ятка: вокал. твір у супроводі бандури або ф-но / сл. К. Перелісної. — С .116
- Пошли нам, Боже: вокал. твір у супроводі бандури або ф-но / сл. К. Перелісна. — С .117
- Весна зимою: вокал. твір у супроводі бандури або ф-но / сл. О. Яровий. — С .118
- Богданова слава: солоспів у супроводі ф-но / сл. А. Юриняк. — С .119
- Конотопська слава: солоспів у супроводі ф-но / сл. Я. Славутич. — С .125
- Вітре буйний: солоспів у супроводі ф-но / сл. Т. Шевченко. — С .128
- Земле рідна: солоспів у супроводі ф-но / спів у супроводі ф-но В. Симоненко. — С .132
- Оксана: солоспів у супроводі ф-но / сл. Ю. Буряківець. — С .136
- Не плач, Україно: солоспів у супроводі ф-но / сл. І. Овечко. — С .138
- Любисток: солоспів у супроводі ф-но / сл. Г. Черінь. — С .145
- Лебеді: солоспів у супроводі ф-но / сл. М. Ситник. — С .150
- Прощання: солоспів у супроводі ф-но / сл. А. Малишко. — С .154
- Колискова: солоспів у супроводі ф-но / сл. Б. Олександров. — С .157
- Великодні думи: солоспів у супроводі ф-но / сл. Б. Олександров. — С .158